# Top Chef
Top Chef es un programa de telerrealidad estadounidense emitido por la cadena Bravo TV desde el 8 de marzo de 2006, aunque también se emite en otras cadenas del mundo. En el show, chefs profesionales compiten entre sí en una serie de desafíos culinarios, siendo juzgados por chefs de reconocida trayectoria y otros profesionales de la industria culinaria.

## Retos
Los concursantes se han de enfrentar a varias pruebas:

### Prueba de fuego
En la que el concursante ha de demostrar su habilidad cortando ingredientes, modificando platos tradicionales, diferenciando productos. También, es invitado como jurado algún personaje ilustre del panorama gastronómico americano. Generalmente, el que gane esta prueba obtendrá inmunidad para el reto final.

### Reto final
En el que el concursante tiene que cocinar para un gran número de gente, para un grupo reducido, en lugares determinados, con recursos escasos o con poco tiempo. El último clasificado será descalificado del concurso.

### Guerra de restaurantes
Prueba que se realiza una vez por cada temporada, en la que se crean dos grupos, y cada grupo ha de crear de un local abandonado un restaurante, y han de convencer al jurado y a los comensales para no ser el peor.

### Jueces
| Jueces           | Temporadas | Temporadas | Temporadas | Temporadas | Temporadas | Temporadas | Temporadas | Temporadas | Temporadas | Temporadas | Temporadas | Temporadas |
| Jueces           | 1          | 2          | 3          | 4          | 5          | 6          | 7          | 8          | 9          | 10         | 11         | 12         |
| ---------------- | ---------- | ---------- | ---------- | ---------- | ---------- | ---------- | ---------- | ---------- | ---------- | ---------- | ---------- | ---------- |
| Tom Colicchio    | ♦          | ♦          | ♦          | ♦          | ♦          | ♦          | ♦          | ♦          | ♦          | ♦          | ♦          | ♦          |
| Gail Simmons     | ♦          | ♦          | ♦          | ♦          | ♦          | ♦          | ♦          | ♦          | ♦          | ♦          | ♦          | ♦          |
| Katie Lee Joel   | ♦          |            |            |            |            |            |            |            |            |            |            |            |
| Padma Lakshmi    |            | ♦          | ♦          | ♦          | ♦          | ♦          | ♦          | ♦          | ♦          | ♦          | ♦          | ♦          |
| Ted Allen        |            |            | ♦          | ♦          |            |            |            |            |            |            |            |            |
| Toby Young       |            |            |            |            | ♦          | ♦          |            |            |            |            |            |            |
| Eric Ripert      |            |            |            |            |            |            | ♦          |            |            |            |            |            |
| Anthony Bourdain |            |            |            |            |            |            |            | ♦          |            |            |            |            |
| Emeril Lagasse   |            |            |            |            |            |            |            |            | ♦          | ♦          | ♦          |            |
| Hugh Acheson     |            |            |            |            |            |            |            |            | ♦          | ♦          | ♦          | ♦          |
| Wolfgang Puck    |            |            |            |            |            |            |            |            |            | ♦          |            |            |
| Richard Blais    |            |            |            |            |            |            |            |            |            |            |            | ♦          |

- Los nombres en negrita denotan el anfitrión

## Premios
El premio final, consiste en:
- 200.000 $.
- Participar en el Food & Wine Classic en Aspen, Colorado.
- Un artículo en la revista Food & Wine Classic.
- Un recorrido gastronómico por los Alpes franceses.

A veces, el ganador del reto final recibe un premio sorpresa por parte del jurado.

## Temporadas
| Temporada | Inicio     | Localización       | N.º de concursantes | Ganador           | Finalistas                        | Favorito del público | Localización final    |
| --------- | ---------- | ------------------ | ------------------- | ----------------- | --------------------------------- | -------------------- | --------------------- |
| 1.ª       | 8/3/2006   | San Francisco      | 12                  | Harold Dieterle   | Tiffani Faison                    | Ninguno              | Las Vegas             |
| 2.ª       | 18/10/2006 | Los Ángeles        | 15                  | Ilan Hall         | Marcel Vigneron                   | Sam Talbot           | Waikoloa Village      |
| 3.ª       | 13/6/2007  | Miami              | 12                  | Hung Huynh        | Dale Levitski y Casey Thompson    | Casey Thompson       | Aspen                 |
| 4.ª       | 12/3/2008  | Chicago            | 13                  | Stephanie Izard   | Lisa Fernandes y Richard Blais    | Stephanie Izard      | San Juan, Puerto Rico |
| 5.ª       | 12/11/2008 | Nueva York         | 14                  | Hosea Rosenberg   | Stefan Richter y Carla Hall       | Fabio Viviani        | Nueva Orleans         |
| 6.ª       | 26/9/2009  | Las Vegas          | 17                  | Michael Voltaggio | Bryan Voltaggio y Kevin Gillespie | Kevin Gillespie      | Napa                  |
| 7.ª       | 16/6/2010  | Washington D. C.   | 17                  | Kevin Sbraga      | Ed Cotton y Angelo Sosa           | Tiffany Derry        | Singapur              |
| 8.ª       | 1/12/2010  | Nueva York         | 18                  | Richard Blais     | Mike Isabella                     | Carla Hall           | Bahamas               |
| 9.ª       | 2/11/2011  | San Antonio, Texas | 16                  | Paul Qui          | Sarah Grueneberg                  | Chris Crary          | Vancouver             |
| 10.ª      | 7/11/2012  | Seattle            | 18                  | Kristen Kish      | Brooke Williamson                 | Sheldon Simeon       | Los Ángeles           |
| 11.ª      | 2/10/2013  | Nueva Orleans      | 17                  | Nicholas Elmi     | Nina Compton                      | Nina Compton         | Maui                  |

## Otras versiones
Tras el éxito de Top Chef, se han creado distintas versiones:
Top Chef Júnior
Versión el la que los concursantes tienen edades comprendidas entre los 13 y 16 años.
Top Chef Masters
Versión en la que los concursantes son cocineros profesionales.
Top Chef VIP
Versión en la que los concursantes son estrellas de la farándula.
4 Star all Star (4 estrellas contra 4 estrellas)
Versión en la que se enfrentaron los cuatro mejores de la primera temporada, contra los cuatro mejores de la segunda temporada.
Top Chef Holiday Special
Versión similar a la anterior, pero a la que se le añadió los de la tercera temporada.
Top Chef All-Stars
Versión en la que los mejores concursantes de las diferentes temporadas se enfrentan una vez más.

### Adaptaciones internacionales
Este reality show ha tenido gran acogida por parte del público a nivel mundial:
| País            | Nombre             | Presentador | Jurado | Canal                        | Lanzamiento              |
| --------------- | ------------------ | --- | --- | ---------------------------- | ------------------------ |
| Canadá          | Top Chef Canada    | Thea Andrews (1.ª temporada) Lisa Ray (2.ª temporada-presente)                                                                                    | - Mark McEwan - Shereen Arazm | Food Network                 | 11 de abril de 2011      |
| Chile           | Top Chef (Chile)   | Julián Elfenbein | - Carlo Von Mühlenbrock - Pamela Fidalgo - Ciro Watanabe                                                                                                | TVN                          | 25 de septiembre de 2014 |
| Chile           | Top Chef VIP Chile | Cristián Riquelme | - Benjamín Nast - Fernanda Fuentes - Sergi Arola | Chilevisión                  | 14 de enero de 2024      |
| El Salvador     | Top Chef Estrellas | Marcela Santamaría | - Marta Elena García (1-Actualidad) - Jay Bruzon (1) - Roberto Sartogo (1-Actualidad) - Lorenzo Álvarez (2-Actualidad)                                  | Telecorporación Salvadoreña  | 27 de mayo de 2016       |
| España          | Top Chef           | Alberto Chicote | - Alberto Chicote (Presente) - Susi Díaz (Presente) - Paco Roncero (3.ª temporada-presente) - Ángel León (1.ª temporada) - Yayo Daporta (2.ª temporada) | Antena 3                     | 2 de octubre de 2013     |
| Finlandia       | Top Chef Suomi     | Pipsa Hurmerinta | - Pia Kämppi - Hans Välimäki | Sub                          | 26 de enero de 2011      |
| Francia Bélgica | Top Chef           | Sandrine Corman y Stéphane Rotenberg (1.ª temporada) Agathe Lecaron y Stéphane Rotenberg (2.ª temporada) Stéphane Rotenberg (3.ª y 4.ª temporada) | - Cyril Lignac - Ghislaine Arabian - Thierry Marx - Jean-François Piège - Christian Constant                                                            | M6 RTL-TVI                   | 22 de febrero de 2010    |
| Grecia          | Top Chef           | Nadia Boule | - Elias Mamalakis - Christopher Peska - Trastelis Apostle - Herve Pronzato                                                                              | ANT1                         | 16 de octubre de 2010    |
| Indonesia       | Top Chef Indonesia | Farah Quinn | - Will Meyrick - Henry Alexie Bloem - Chris Salans - Vindex Tengker                                                                                     | SCTV                         | 7 de septiembre de 2013  |
| Liga Árabe      | Top Chef           | Siham Tueni | - Siham Tueini - Joe Barza - Changing judge | LBC                          | 26 de abril de 2011      |
| Liga Árabe      | Top Chef           | Joumana Mrad | - Joumana Mrad - Joe Barza - Changing judge | LBC Rotana Masriya           | 23 de marzo de 2012      |
| México          | Top Chef México    | Anette Michel | - Benito Molina - Margarita Carrillo Arronte - José Ramón Castillo                                                                                      | Sony Channel (Latinoamérica) | Marzo del 2016           |
| Panamá          | Top Chef Panamá    | - Karen Guerra (1.ª temporada) - María de los Angeles Echeverría Márquez (2.ª temporada)                                                          | - Charlie Collins - Pedro Masoliver | Telemetro                    | 5 de septiembre de 2016  |
| Polonia         | Top Chef           | Grzegorz Łapanowski | - Wojciech Modest Amaro - Maciej Nowak - Ewa Wachowicz - Joseph Seelesto                                                                                | Polsat                       | Septiembre de 2012       |
| Portugal        | Top Chef           | Silvia Alberto (1.ª temporada) | - José Cordeiro - Susana Felicidade - Ricardo Costa | RTP 1                        | 18 de agosto de 2012     |
| Rumanía         | Top Chef           | Alina Pușcaș | - Joseph Hadad - Tudor Constantinescu - Nicolai Tand | Antena 1                     | 5 de noviembre de 2012   |